# Aratos
Aratos din Soli sau Aratus, în greaca veche Ἄρατος ὁ Σολεύς (Áratos ho Soleús) (n. 315/310 î.Hr. - d. 240 î.Hr.) a fost poet elen. Fără să fi fost el însuși versat în astronomie, Aratos a compus un lung poem care a servit drept referință în materie.
Născut la Soli sau Soles, în Cilicia, spre anul 315 î.Hr., era contemporan cu Teocrit și a murit la Pella, în Macedonia, prin anul 245 î.Hr.
A trăit la curtea lui Antigonus al II-lea Gonatas, rege al Macedoniei, și a compus un poem despre astronomie, Phainomena (Φαινόμενα), pe care Cicero, Germanicus și Avienus l-au tradus în versuri latine, și care a fost comentat de Hiparh, Eratostene, Theon din Alexandria și Severus Sebokht. A fost considerat ca fiind unul dintre cei șapte poeți ai Pleiadei poetice antice.

## Biografie
Aratos din Soli, fiu al lui Athenodor și al Letophilei, frate și codiscipol al lui Athenodor din Soli, s-a născut prin anul 315 î.Hr. Din Suda se știe că a fost elev al lui Menecrat din Efes și al filosofilor Timon din Phlionte și Menedem din Eretria. Prin 291 î.Hr., Aratos a plecat să studieze la Atena sub îndrumarea lui Praxiphane și a lui Zenon din Kition. La curtea macedoneană, sub domnia lui Antigonus al II-lea Gonatas, între 276 î.Hr. și 278 î.Hr., și-a compus principala lucrare, Phainomena, în care a pus în versuri învățătura lui Eudoxus din Knidos. Când Pyrrus I a invadat Macedonia, Aratos s-a alăturat mai întâi curții lui Antiochos I, fiul lui Seleucos I, dar s-a întors câțiva ani mai târziu în Macedonia, unde a murit.

## Opera
Cea mai cunoscută lucrare a sa, poemul didactic Phainomena, reprezintă un expozeu al cunoștințelor de astronomie și de meteorologie populară ale acelei epoci.
Deși lipsit de căldură, versul este armonios și concis.

### Phainomena

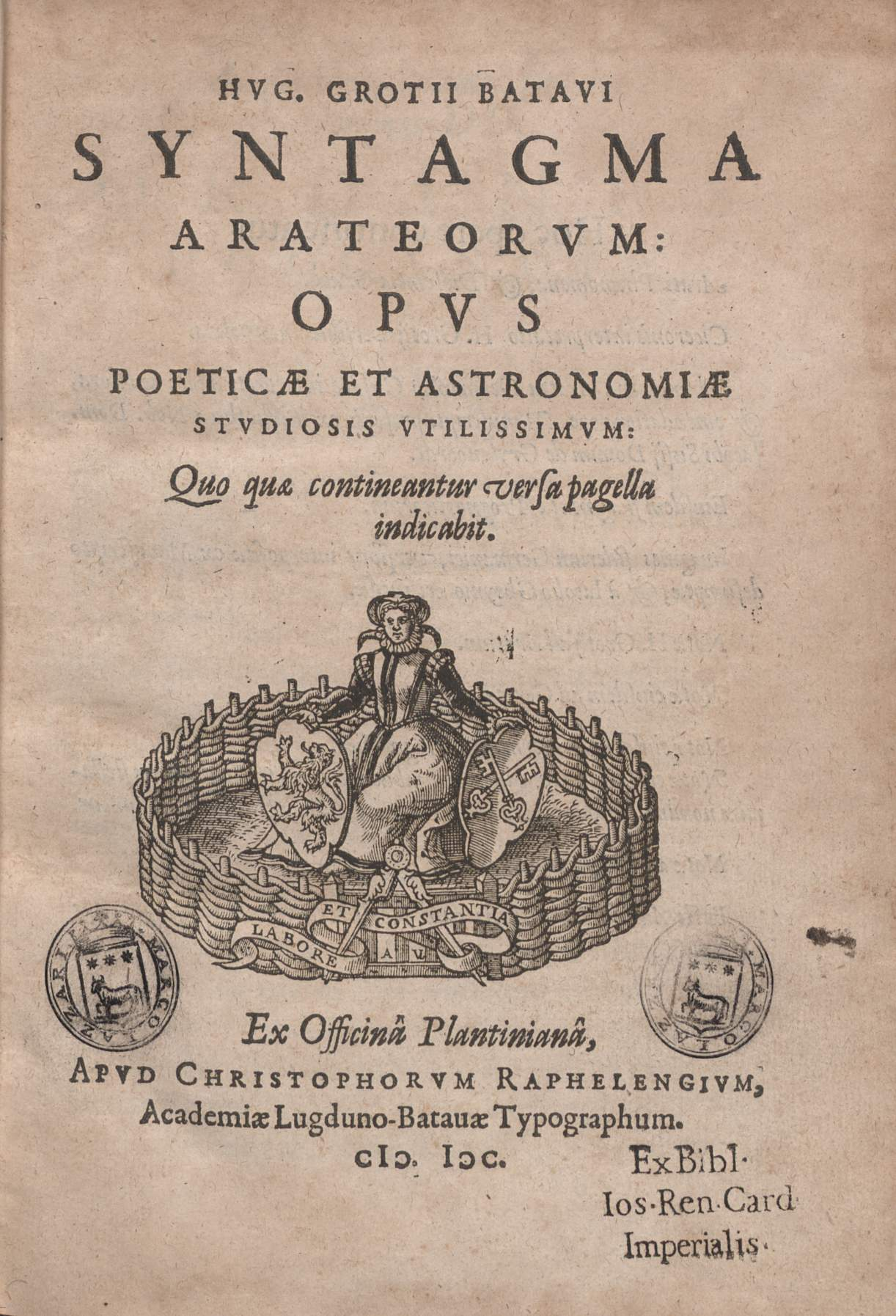
Phaenomena

Dintre operele lui Aratos, doar Phainomena, un poem de 1154 de versuri în limba greacă, despre astronomie a ajuns până în zilele noastre. Prima parte expune ca esență, ideile platonicianului Eudoxus despre pozițiile respective ale constelațiilor, la care autorul adaugă niște considerații privitoare la catasterism, adică transformarea ființelor în aștri sau constelații. A doua parte a poemului provine dintr-o altă sursă și tratează semnele meteorologice (în greacă: diosemeia), între care sunt incluse comportamentele animalelor. Poemul lui Aratos este reputat pentru obscuritatea sa, deoarece autorul, căutând virtuozitatea poetică, a neglijat claritatea exprimării în explicarea cosmologiei.

## Posteritatea
Devenit rapid celebru, acest poem se pare că era cel mai citit în Antichitate, după Iliada și Odiseea, potrivit Oxford Classical Dictionary.
Numeroși autori latini s-au inspirat din opera lui Aratos, printre care cei mai cunoscuți sunt Manilius și Virgiliu. Traducerile nu au fost nici ele lipsite de interes, cum sunt cele ale lui Cicero (Aratea), Germanicus și Avienus. Dată fiind obscuritatea unor pasaje din Phainomena, explicațiile la acest poem au apărut încă din Antichitate. Cele mai cunoscute sunt cele ale lui Geminos din Rodos (secolul I), ale lui Achilles Tatius (prin anul 200), ale lui Leontius / Sfântul Leontie (secolul al VII-lea).
Numele stelelor pe care le utilizăm vin, în majoritate, din poemul lui Aratos: Ptolemeu le-a păstrat în lucrarea sa Almageste, iar tradiția arabă le-a transmis până la noi.
Manuscrisul Aratea din Leyda, un codex carolingian conținând capitolele de astronomie din „Phainomena”, compus prin anul 825 în Lotharingia, este astăzi unul dintre cele mai vechi manuscrise ale acestei opere.
Sfântul Apostol Pavel reia un citat din Aratos, ca și el originar din Cilicia. Potrivit autorului cărții Faptele Apostolilor, Pavel îl citează pe poetul Aratos în discursul său adresat atenienilor: „[...] precum a spus-o chiar unul din poeții voștri: «Căci viță din El suntem.»” (Fapte 17:27-28). Este una dintre cele cinci citări din autori necreștini din Noul Testament.
Craterul Aratus de pe Lună și asteroidul 12152 Aratus au primit numele în onoarea sa.

## Opere
- Phénomènes (1998), édi. par Jean Martin, 2 vol., éd. Les Belles Lettres, Paris, CLXXXVII-146 p. et 626 p., 1998. Online: remacle.org
- Scholia in Aratum vetera (1974), editat de Jean Martin, K.G. Saur Verlag, Stuttgart
- Aratus : Phænomena (1997), editat de Douglas Kidd, Cambridge University Press
- Callimachus, Lycophron, Aratus, textum græcum cum translatione anglice (1921), editat de A. W. Mair, Loeb Classical Library, Vol. 129.
- Les Phénomènes d’Aratus de Soles et de Germanicus César, avec les Scholies de Théon, les Catastérismes d’Ératosthène, et la sphère de Léontius, editat de abatele Halma, Paris 1821.

## Studii despre Aratos
- Marie-Nicolas Bouillet et Alexis Chassang (dir.), « Aratus » dans Dictionnaire universel d’histoire et de géographie, 1878;
- Nicolas Halma, Commentaire de Théon d'Alexandrie sur le premier livre de la composition mathématique de Ptolémée, et les Phénomènes d’Aratus de Soles et de Germanicus César, avec les Scholies de Théon, les Catastérismes d'Ératosthène, et la Sphère de Leontius, Paris: Merlin, 1821, 2 vol., in-4°.